# Antilopa srnčí
Antilopa srnčí (Pelea capreolus) je druh antilopy z čeledi turovití (Bovidae).

## Popis
Antilopa srnčí patří mezi menší druhy, hmotnost se odhaduje na nejvýš 22, 5 kg. Samec má, na rozdíl od samice, vzpřímené, téměř rovné rohy dlouhé 15 až 27 cm. Antilopa srnčí se živí trávou a listy keřů. Bývá velice ostražitá, je-li vyplašena, okamžitě prchá a při běhu vyhazuje trhavě zadkem.

## Chování
Lze ji zastihnout v rodinných skupinách tvořených dominantním samcem a asi tuctem samic a mláďat, nedospělí samci bývají samotáři. Samec si pečlivě chrání své poměrně velké teritorium, jež si značkuje močí, ostatní samce zahání vyplazováním jazyka a imponováním. Přes svou malou velikost bývá velice bojovný a je známo, že napadá a dokáže usmrtit i ovce, kozy a bahnivce.[zdroj?] Útočí i na menší predátory.[zdroj?] V době rozmnožování jsou agresivní a samci svádějí prudké boje, aniž by si skutečně ublížili a vzájemně se honí. Po 9,5 měsících březosti rodí samice jedno, někdy dvě mláďata.

## Výskyt
Antilopa srnčí se vyskytuje v Jihoafrické republice, Zimbabwe, Lesothu a Svazijsku.